# DIN 7154
Die DIN-Norm DIN 7154 definierte in Teil 1 ISO-Passungen nach dem Passungssystem Einheitsbohrung, das heißt Passungen, deren Toleranzfeld grundsätzlich an der Nulllinie (Abweichungen vom Nennmaß gleich Null) beginnt. Der Teil 2 definiert die zugehörigen Toleranzen, Spiele und Übermaße.
Die Toleranzfelder von Innenpassflächen (z. B. Bohrungen) nach diesem Passungssystem werden mit dem Großbuchstaben H gekennzeichnet.
Eine Bohrung mit dem Toleranzfeld H (Einheitsbohrung) ergibt gepaart mit einer Welle mit dem Toleranzfeld a bis h eine Spielpassung, j bis n eine Übergangspassung (Spiel oder Übermaß) und p bis z meist ein Übermaß (Presspassung bzw. negative Passung).
Die Norm wurde zurückgezogen. Es wird die Anwendung der Norm DIN EN ISO 286-1 empfohlen.